# Maurus (évêque)
Pour les articles homonymes, voir Maurus.
 (septembre 2018).
Maurus (? - 5 mars 1118), appelé aussi Maur, est évêque de Cracovie. 
Il arrive en Pologne vers 1105, en provenance d’un pays du sud de l’Europe (Italie ?, Chypre ?, sud de la France ?) ou d’Afrique du Nord comme son nom le suggère. Il est nommé évêque de Cracovie vers 1110. 
Il fait dresser un inventaire de la bibliothèque du Chapitre (une cinquantaine de volumes traitant de liturgie ou de scolastique). C’est le plus ancien catalogue de ce genre dans le monde slave. Il fait également dresser un inventaire des trésors de la cathédrale. Il fonde de nombreuses paroisses. Il continue la construction de la cathédrale du Wawel qui avait été commencée par Ladislas Ier Herman. La première partie des travaux s’achève en 1115 et il peut bénir l’édifice dont il ne subsiste plus aujourd’hui que la crypte saint Léonard.
Il décède le 5 mars 1118 et est inhumé sous la crypte. Sa tombe reste dans l’oubli pendant plus de huit siècles. Découverte au début du XXe siècle, elle est ouverte le 14 octobre 1938. On y retrouve, entre autres, un disque en plomb portant son nom (MAVRUS EPC), le texte du Credo, quelques mots sur son décès (VIAM UNIVERSE CARNIS INGRESSUS EST) ainsi que la date de sa mort.   